# Assurance garantie des salaires
Pour les articles homonymes, voir AGS.
Pour un article plus général, voir Association pour la gestion du régime de garantie des créances des salariés.
L’Assurance garantie des salaires (AGS) désigne en France la cotisation exclusivement patronale assise sur les rémunérations servant de base au calcul des contributions d’assurance chômage. Elle permet de garantir le paiement des sommes dues aux salariés (salaires, préavis, indemnités de rupture, etc.) en cas de redressement, de liquidation judiciaires ou de procédure de sauvegarde. Elle est gérée par l'agence de garantie des salaires.

## Historique
Historiquement, la création de l'AGS a été motivée par "l'affaire" Lip, feuilleton social et judiciaire entourant cette célèbre entreprise d'horlogerie dans les années 1970. Confrontés à une restructuration de la société impliquant des licenciements, les salariés avaient décidé, en 1973, de poursuivre la production en "autogestion" pour s'assurer un "salaire de survie".

## Financement des AGS
Le financement de l'AGS repose sur les cotisations versées par les employeurs. 
Les employeurs cotisent à l'AGS en fonction de la masse salariale de leur entreprise avec un plafonnement.
Le taux de cotisation est de 0,15 % depuis le 1er juillet 2017 et passera à 0,20% au 1er janvier 2024, à la charge exclusive de l’employeur. La base de calcul de cette cotisation est la même que l'assurance chômage et est également plafonnée à 4 fois le plafond de la Sécurité sociale.
Sur la fiche de paie, la cotisation AGS et Assurance chômage figure sur une même ligne avec un taux aggloméré de 4,2% soit 0,15 % pour les AGS et 4,05% pour l'Assurance chômage.
Cette cotisation est obligatoire pour les salariés de droit privé.

## La garantie de salaire
Ces cotisations servent à constituer un fonds de garantie qui sera utilisé pour payer les créances salariales en cas de difficultés financières ou de procédures de redressement ou de liquidation judiciaire.
La garantie de salaire est plafonnée en fonction de l’ancienneté du contrat de travail, pris en compte au jour de l’ouverture de la procédure collective.
La garantie de salaire est différente selon le type et le stade de procédure collective.

### Pour la procédure de sauvegarde
La garantie de salaire ne couvre que les indemnités de rupture des salariés licenciés pour motif économique pendant la période d’observation ou dans le mois suivant l’adoption d’un plan de sauvegarde.

### Pour la procédure de redressement ou de liquidation judiciaires
La garantie de salaire couvre les salaires, primes et indemnités de rupture dus au salarié au jour du jugement d’ouverture. 
Elle garantit également les indemnités de rupture des salariés dont le contrat de travail est rompu postérieurement au jugement d’ouverture, dans ses périodes de garantie, à l’initiative de l’employeur ou des organes de la procédure. 
Si le redressement judiciaire est suivi d’une liquidation, l’AGS garantira en plus les créances salariales dues au cours de la période d’observation dans la limite de 45 jours de salaire en montant et en durée.

## Mise en œuvre de la garantie de salaire
AU jugement d'ouverture de la procédure collective (sauvegarde, redressement ou liquidation judiciaire, le tribunal de commerce (ou judiciaire) nomme un mandataire judiciaire.
Le mandataire judiciaire fait l'inventaire des créances salariales, en pratique, dans un délai inférieur à 30 jours pour les salaires et accessoires, et dans les 3 mois pour les autres créances (notamment les indemnités de ruptures) à compter de l'ouverture de la procédure collective.
Contrairement aux autres créances, la loi a prévu un dispositif spécial, dispensant les salariés de la déclaration de leurs créances.
Si des créances salariales ne sont pas payées et qu'il n'existe pas de fonds disponibles dans l'entreprise, le mandataire fait une demande d'avance de fonds auprès des AGS.
Si les AGS valide cette demande, le CGEA (Centre de Gestion et d’Étude AGS) effectue les avances et les remet au mandataire judiciaire, dans un délai de 5 jours suivant la réception du relevé de créances salariales, pour le compte de l'AGS et dans la limite d'un plafond qui dépend de l'ancienneté du contrat de travail.
À la réception de ces fonds, le mandataire judiciaire règle les créances salariales le cas échéant plafonnées.

## Ordre de grandeur des bénéficiaires
Selon le rapport annuel 2022 de l'AGS, 17 444 affaires (+58,6%) ont été traitées et la garantie AGS a concernée 132 107 bénéficiaires (+42,5%).